# Psenini
Die Psenini sind eine Tribus der Grabwespen (Spheciformes) aus der Familie Crabronidae.

## Merkmale
Gegenüber den anderen Triben der Unterfamilie Pemphredoninae stehen die Psenini an der Basis des Stammbaums und besitzen viele ursprüngliche Merkmale. Sie sind klein bis mittelgroß und haben eine Länge von 4 bis 15 Millimetern. Die kleinsten Arten gehören der Gattung Ammopsen an. Bei allen Arten ist das erste Sternit des Hinterleibs stielartig ausgebildet, es bildet einen Petiolus, der bei Ammopsen jedoch sehr kurz sein kann. Auf den Vorderflügeln sind drei submarginale Zellen sichtbar, bei der verwandten Tribus Pemphredonini ist die Flügeladerung reduziert, mit nur einer oder zwei Submarginalzellen. Die Männchen haben 13 Antennenglieder, die Weibchen 12.

## Verbreitung
Die Arten der Psenini sind zwar weltweit verbreitet, das Hauptverbreitungsgebiet liegt jedoch in der Holarktis und Orientalis.
Weltweit sind etwa 455 Arten in 11 Gattungen bekannt, in Europa kommen 33 Arten in fünf Gattungen vor. Vier Gattungen mit 19 Arten treten auch in Mitteleuropa auf.

## Lebensweise
Die Tribus wird von den Pemphredonini vor allem durch ihre Beutetiere unterschieden. In den Gattungen Psen, Mimesa und Mimumesa jagen die Weibchen kleine Zikaden aus den Familien der Zwergzikaden (Cicadellidae), Blutzikaden (Cercopidae) und Buckelzirpen (Membracidae), die Gattung Psenulus jagt entweder Blattläuse oder Blattflöhe, wie es auch die Weibchen der Pemphredonini tun.

## Systematik
Nach Pulawski (2009) umfasst die Tribus folgende Gattungen:
- Ammopsen Krombein, 1959
- Deinomimesa Perkins, 1899
- Lithium Finnamore, 1987
- Mimesa Shuckard, 1937
- Mimumesa Malloch, 1933
- Nesomimesa Malloch, 1933
- Odontopsen Tsuneki, 1964
- Pluto Pate, 1937
- Psen Latreille, 1796
- Pseneo Malloch, 1933
- Psenulus Kohl, 1897

## Belege